# Incrocio intersistema
L'incrocio intersistema, anche detto conversione intersistema e descritto in letteratura col termine inglese intersystem crossing, rappresenta un processo non radiativo dovuto alla transizione tra due stati elettronici con differente molteplicità di spin.
La transizione in questione avviene da uno stato di singoletto, prodotto a seguito di eccitazione, a uno stato di tripletto. Il principio di esclusione di Pauli implica che due elettroni al medesimo stato quantico non possono avere spin paralleli: a seguito di eccitazione, quindi, è favorita la formazione di uno stato di singoletto rispetto a quello di tripletto, il quale possedendo spin paralleli necessita di un'ulteriore transizione di spin per formarsi. 
L'incrocio intersistema, in pratica, consiste quindi in un processo che porta alla formazione di uno stato eccitato costituito da una coppia di elettroni spaiati. La probabilità che tale processo si manifesti è tanto maggiore quanto sono più strettamente vicini i livelli energetici dello stato di tripletto e di singoletto, con i sottolivelli vibrazionali che tendono a sovrapporsi. L'accoppiamento spin-orbita, un'interazione particolarmente significativa in sistemi che presentano atomi pesanti o moderatamente pesanti (ad esempio, fosforo, zolfo, iodio ecc.), favorisce l'incrocio intersistema. Questo può risultare un evento importante quanto maggiore è l'accoppiamento spin-orbita, inoltre la presenza in soluzione di specie paramagnetiche favorisce ulteriormente l'incrocio intersistema.
Quando lo stato di tripletto ritorna allo stato fondamentale di singoletto, si verifica il fenomeno radiativo noto come fosforescenza. Tipicamente, le scale temporali in cui si verificano l'incrocio intersistema e la fosforescenza in grandi molecole organiche sono rispettivamente 10-12 - 10-4 s e 10-6 - 10-1 s.
L'intersystem crossing si verifica con una frequenza del 30% nelle reazioni tra gli atomi di ossigeno e composti aromatici privi di azoto, come il benzene, mentre raggiunge quasi il 98% quando il composto include azoto, come nel caso della piridina.